# Jacques Doucet (peintre)
Pour les articles homonymes, voir Jacques Doucet et Doucet.
Jacques Doucet, né le 9 avril 1924 à Boulogne sur Seine et mort à Boulogne-Billancourt le 11 mars 1994 à Paris, est un peintre de l'abstraction lyrique français, cofondateur et membre du mouvement CoBrA 1948, il fut l'ami de Max Jacob.

## Biographie
Dans son adolescence, Jacques Doucet se passionne pour la poésie et la peinture. Entre ces deux pôles, il se cherche. Aussi, en 1941, se tourne-t-il vers le poète et peintre Max Jacob à qui il rend visite à Saint-Benoît-sur-Loire.
« Son jugement était tout en nuance, confiera plus tard Doucet à son épouse Andrée, mais j'ai compris dans la complexité de ses critiques qu'il faut se chercher, se poser des questions continuellement. »
Ces questions, il se les posera donc à travers sa peinture puisque c'est la voie qu'il choisit. Sans délaisser la poésie dans les titres qu'il donnera à ses tableaux : Poème des automnes (gouache collage 1976), Dormition hivernale (huile 1974), Diluance d'août (huile 1977)... et tant d'autres encore. 
Entrer dans l'univers de Doucet, c'est entrer en peinture, sans triche, sans faux-fuyant. L'œuvre de Doucet s'offre sans retenue à celui qui le mérite. Gouache, pastel, papiers collés, huile, il essaye tout, mêle tout. De la barbarie à l'état pur  avec un sens très grand du raffinement. De ses premières œuvres de 1947 à ses dernières, on le reconnaît tout entier et pourtant il n'a jamais cessé d'évoluer.
Sa rencontre avec Guillaume Corneille à Budapest fin 1947 fut déterminante dans sa participation au mouvement Cobra.

## Décoration
- Officier de l'ordre des Arts et des Lettres (1981)[2].